# Raïon de Chevtchenko (Kharkiv)
Pour les articles homonymes, voir Raïon de Chevtchenko.
Le raïon de Chevtchenko ou raïon Chevchenkivskyi (en ukrainien : Шевченківський район) est un raïon (district) urbain de Kharkiv, la capitale de l'oblast de Kharkiv.

## Situation
Il englobe des territoires dans le nord du centre-ville de Kharkiv.

## Historique
Il a été formé en 1932 d'après le poète Taras Chevtchenko.

## Lieux d’intérêt

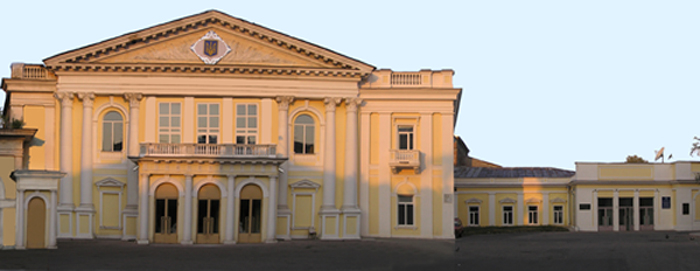
La philharmonie, classée[1],
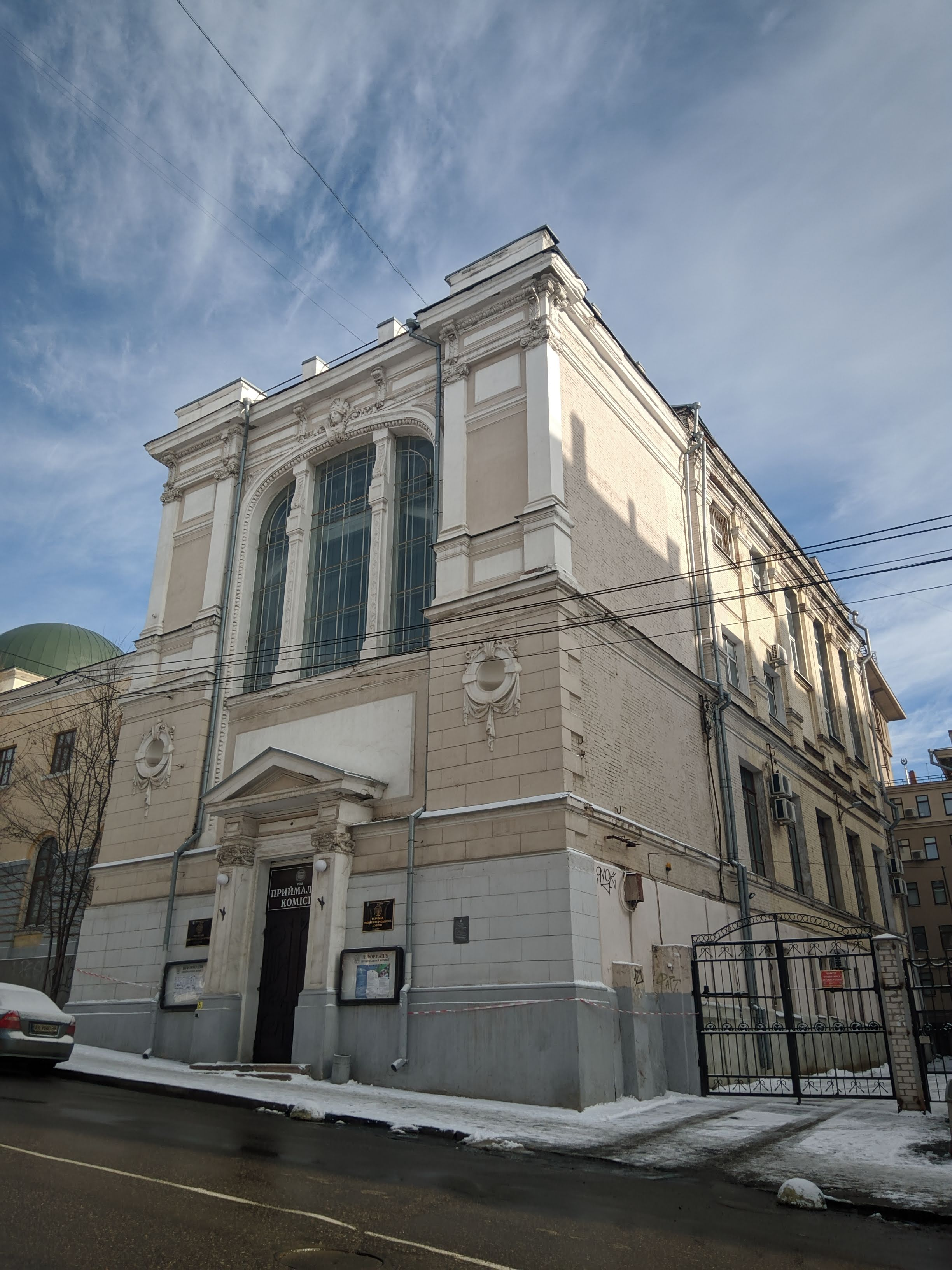
bâtiment de l'université, classé[2],
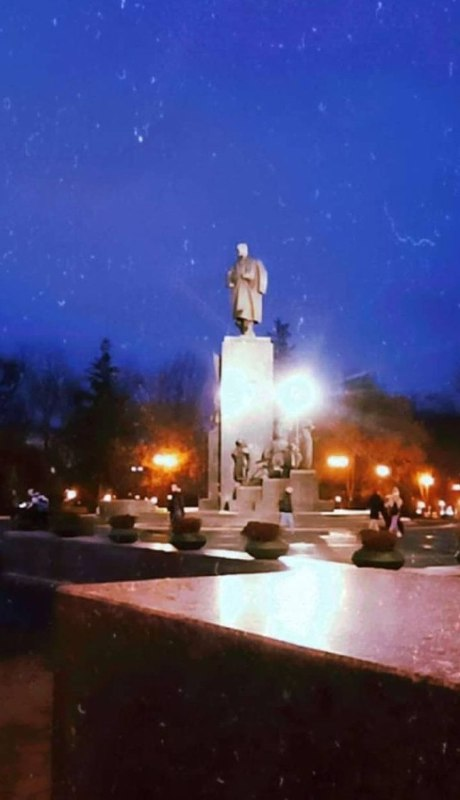
monument à Taras Chevtchenko, classée[3].
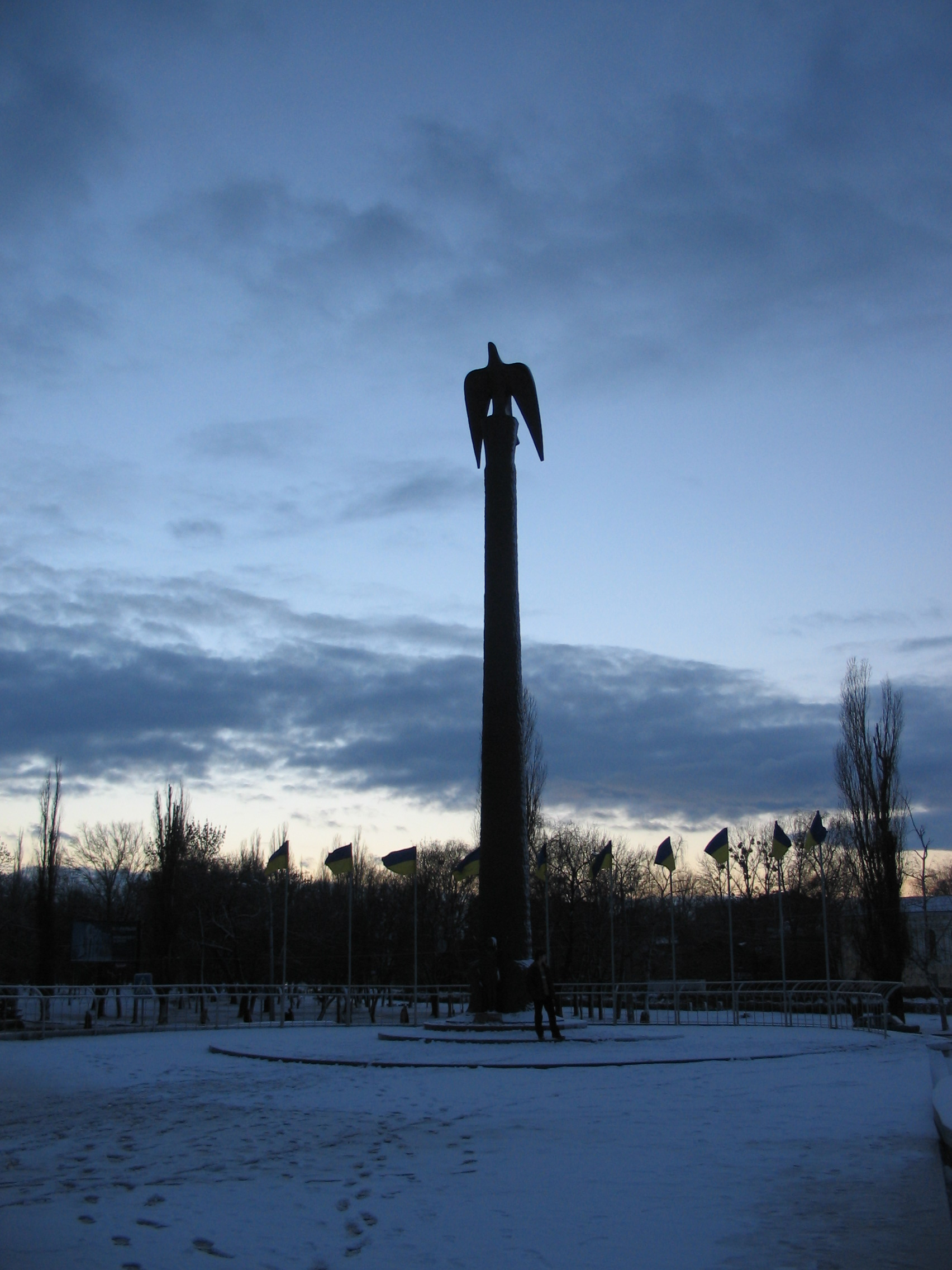
Monument de la place Pavlivska, classée[4].
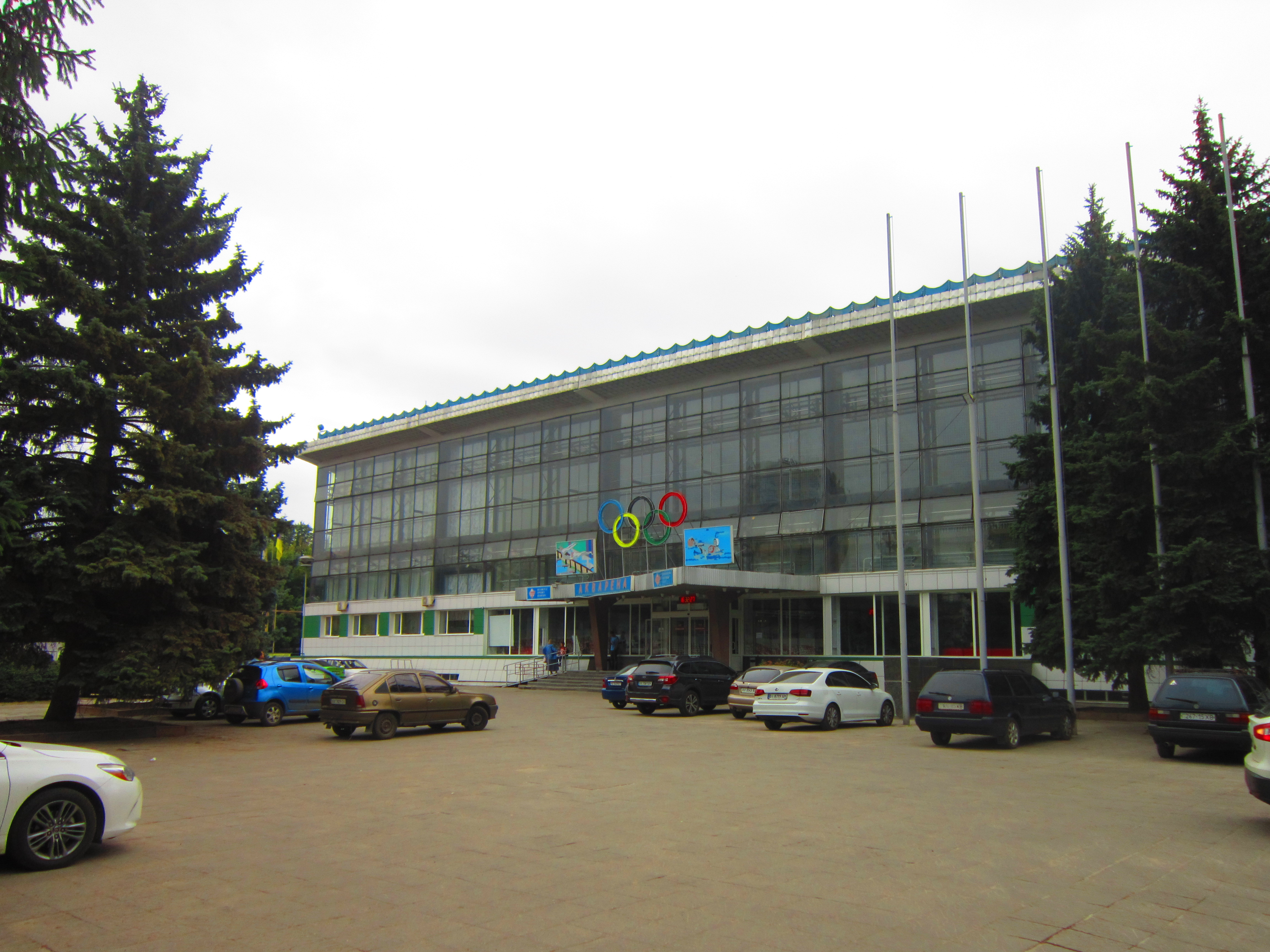
Piscine Spartak, classée[5].
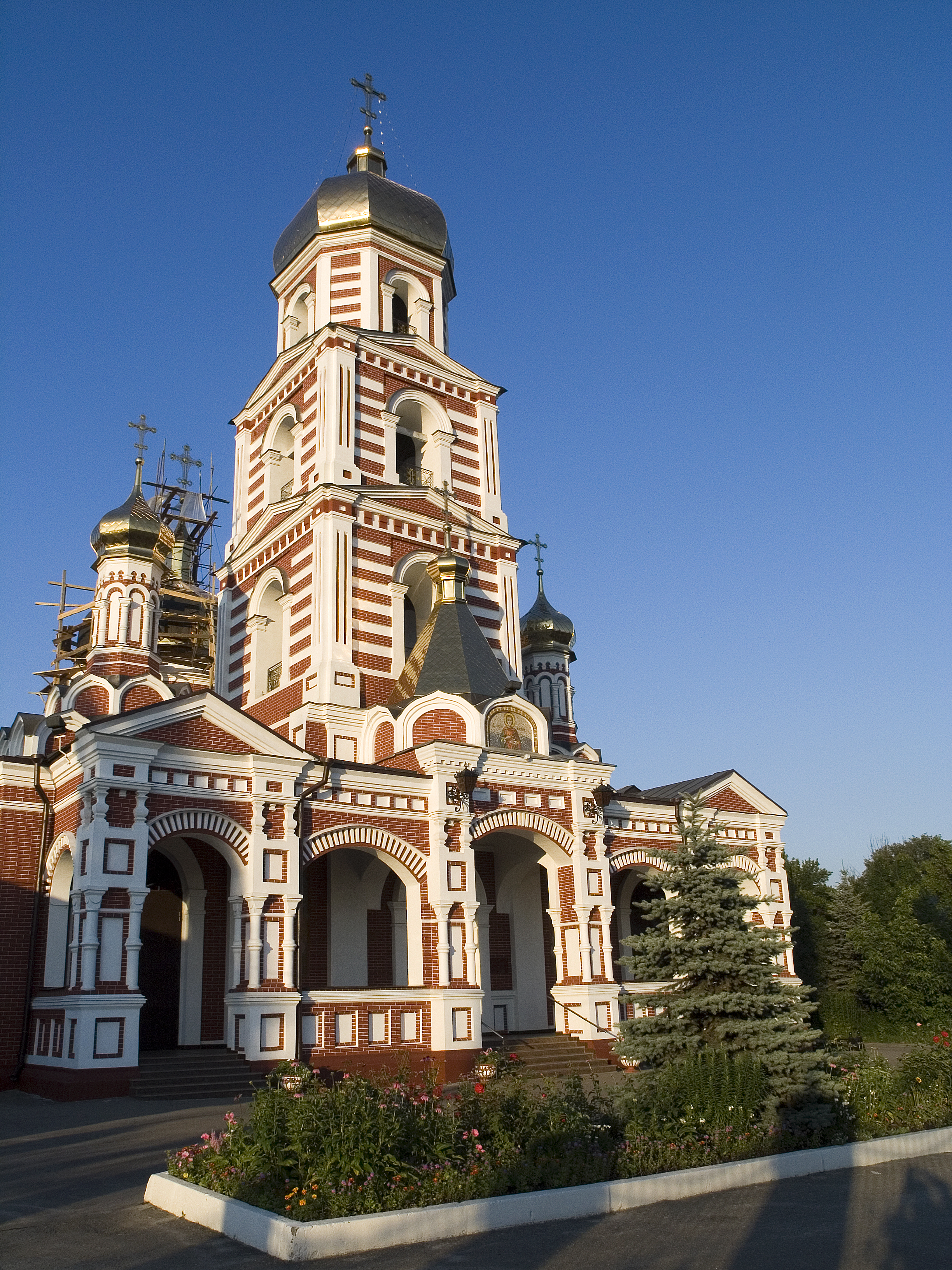
Eglise Saint-Panteleimon, classée[6].

Le parc central des loisirs et de la culture, la cathédrale de la Dormition de Kharkiv, le Derjprom, l'Académie culturelle d'État de Kharkiv sont  dans le raïon.